# Aasiwaskwasich
Aasiwaskwasich est une localité canadienne faisant partie du territoire non organisé de la Baie-d'Hudson au sein l'administration régionale de Kativik dans le Nord-du-Québec.

## Toponymie
Le toponyme « Aasiwaskwasich » est d'origine crie et signifie « la rangée d'arbres que le sentier traverse ».

## Géographie
La localité d'Aasiwaskasich est située dans le Nord du Québec et fait partie du territoire non organisé de la Baie-d'Hudson dans l'administration régional de Kativik dans la région administrative du Nord-du-Québec. 

### Source en ligne
- Commission de toponymie du Québec